# تشارلز بينكني
تشارلز بينكني هو محامي وسياسي أمريكي، ولد في 1699، وتوفي في 12 يوليو 1758.